# Partido Corporativo Popular
El Partido Corporativo Popular (PCP) fue un partido político chileno de tendencia socialcristiana fundado en 1932. Su principal líder fue el profesor de la Facultad de Derecho de la Universidad de Chile Carlos Vergara Bravo.

## Historia

### Antecedentes
Las raíces del PCP se encuentran en los distintos y efímeros grupos de tendencia corporativista y socialcristiana que comenzaron a surgir en Chile desde la década de 1920, y entre los que se encontraban el Partido Popular (1920), el grupo Germen (1928), la Liga Social (1931) y el Partido Social Sindicalista (1932). Estas agrupaciones, que confluyeron en el año 1932, tenían por objetivo dar una respuesta a la Cuestión social desde la perspectiva de la Doctrina Social de la Iglesia, así como convertirse en una alternativa al Partido Conservador, que era reconocido como el partido de los católicos del país.

En 1934 los líderes conservadores tradicionalistas escriben a Roma para que el Papa Pío XI reconociese al Partido Conservador como el único partido católico del país. Esto motiva la organización de un congreso de unión de todas las fuerzas socialcristianas externas al conservadurismo, de forma de demostrar la existencia de una segunda agrupación católica relevante.

### Fundación
El PCP se conforma en el congreso socialcristiano del 29 de junio de 1934, y contó con el apoyo de las agrupaciones Germen, Partido Social Sindicalista, Liga Social, Partido Social Cristiano, Acción Integral, y Unión Nacional. Su líder fue Carlos Vergara Bravo, por entonces profesor de Derecho de la Universidad de Chile. Fueron también organizadores de la colectividad figuras como Bartolomé Palacios, Ricardo Valenzuela, Armando Mendoza, Francisco Cantón, Alfonso Elexpuru, Víctor González, Raúl Miranda, Brasiliano Pavez, Óscar Álvarez Andrews, Jacinto Nuñez, Juan Tapia, Raúl Le Roy, Antonio Morales del Piano y Laura Ascui de Lira. También contó con el apoyo de Clotario Blest, quien por entonces lideraba el grupo Germen.
En términos ideológicos, el PCP contaba con un programa de ocho puntos de inspiración socialcristiana y corporativista:
1. Rechazo tanto del individualismo como del socialismo.
2. Énfasis sobre la familia como grupo social básico, anterior al gobierno.
3. Responsabilidad familiar en lo educacional, con el Estado jugando solamente un papel regulador supervisor.
4. Acento sobre la función social de la propiedad y sobre la necesidad de dividir los latifundios.
5. Rechazo del capitalismo basado en la libre competencia y la recomendación de que los obreros participen en la dirección y que les sea permitido poseer acciones y participación en las ganancias.
6. Fundación de un estado corporativo, en el cual los derechos políticos estén íntimamente relacionados con el pertenecer a una profesión o sindicato.
7. La responsabilidad de la riqueza social pasa del Estado a la corporación.
8. La lucha internacional contra el capitalismo a través de la organización mundial económica. También el respeto y protección de las minorías culturales, raciales y lingüísticas en todas partes, empleando los fondos para el bienestar y la educación del pueblo.

En la elección parlamentaria de 1937, el PCP presentó candidaturas en dos circunscripciones. Por el Primer Distrito Metropolitano de Santiago se presentaron Eduardo Medina Azaga y Francisco Castillo Moreno, mientras que en la agrupación 9, conformada por los departamentos de Rancagua, Caupolicán, San Vicente y Cachapoal, sólo presentaron a Ricardo Valenzuela. En este ejercicio el PCP obtuvo apenas 316 votos.
Poco después de su derrota parlamentaria, el PCP se integra a la Falange Nacional, agrupación conformada inicialmente por los socialcristianos que aún se mantenían al interior del Partido Conservador.